# Dendrobium kingianum
Dendrobium kingianum Bidwill ex Lindl. (1844) è una pianta della famiglia delle Orchidacee, endemica dell'Australia orientale.
L'epiteto specifico è un omaggio all'ammiraglio Phillip Parker King (1791 – 1856), esploratore e naturalista australiano.

## Descrizione
È una pianta litofita di taglia da piccola a grande, che cresce su rocce, dove forma densi tappeti, con steli di colore scuro, scanalati, gonfi alla base e poi fusiformi che portano, vicino all'apice da 2 fino a 7 foglie ovali e finemente nervate. La fioritura avviene nel tardo Inverno e ad inizio primavera,con racemi lunghi fino a 40 centimetri, recanti fino a 20 fiori profumati grandi da 2 a 3 centimetri.  I fiori della specie sono abbastanza variabili in colore e hanno una gamma completa di colori tra rosso, viola, bianco e blu violaceo..

## Distribuzione e habitat
D. kingianum è una pianta spontanea in Australia, nel Queensland e nel Nuovo Galles del Sud, sia sulla costa che nell'interno, da 50 a 1200 metri, su rocce, anche pareti rocciose.

## Sinonimi
Callista kingiana (Bidwill ex Lindl.) Kuntze, 1891

Dendrocoryne kingianum (Bidwill ex Lindl.) Brieger in F.R.R.Schlechter, 1981

Tropilis kingiana (Bidwill ex Lindl.) Butzin, 1982

Thelychiton kingianus (Bidwill ex Lindl.) M.A.Clem. & D.L.Jones, 2002

Dendrobium kingianum var. pallidum F.M.Bailey, 1885

Dendrobium kingianum var. album B.S.Williams, 1888

Dendrobium kingianum subvar. pallidum A.H.Kent in H.J.Veitch, 1888

Dendrobium kingianum var. silcockii F.M.Bailey, 1902

Dendrobium kingianum var. aldersonae F.M.Bailey, 1905

## Coltivazione
È una pianta con poche esigenze d'acqua, in particolare nella stagione di riposo dev'essere tenuta all'asciutto. Posizione luminosa, anche pieno sole..